# Insurrezione di Kileler
L'insurrezione di Kileler si verificò a Kileler, Tessaglia, Regno di Grecia, nel 6 marzo 1910, quando gli agricoltori locali si impegnarono in proteste di massa contro gli estesi privilegi dei proprietari terrieri e la limitazione dei propri diritti. Sebbene le agitazioni si siano svoltr principalmente a Larissa, presero il nome dal villaggio di Kilerer. La protesta fu brutalmente repressa dalla milizia locale; più di quattro manifestanti vennero uccisi e molti di loro rimasero feriti.

## Contesto
Sebbene la provincia prevalentemente agricola della Tessaglia fu assegnata dall'Impero ottomano al Regno di Grecia attraverso la Convenzione di Costantinopoli nel 1881, le aree rurali continuarono per molti anni ad essere regolate attraverso il sistema del çiftlik, che derivava dal periodo ottomano. Con la nuova situazione, i proprietari  del çiftlik, succeduti agli ottomani, avevano diritti di proprietà assoluta. Se da un lato mantenevano uno status semi-feudale e ricevevano una parte della produzione agricola, dall'altro erano obbligati a fornire alloggi ai loro agricoltori e non potevano applicare il lavoro forzato. All'inizio del 1910, la principale richiesta contadina era l'espropriazione della terra e la distribuzione del çiftlik ai suoi coltivatori, sulla base della piccola proprietà di famiglia. Con il peggioramento delle condizioni di vita e lavorativo dei contadini, le proteste divennero più frequenti soprattutto dopo l'assassinio di personaggi come l'attivista Marinos Antypas. Le promesse di Eleftherios Venizelos durante la sua campagna elettorale del 1910 sulla riforma agraria aggravarono ulteriormente i contadini. Nel marzo 1910 i contadini organizzarono una protesta di massa a Larissa e gli abitanti del villaggio di molte zone della prefettura si recarono in città.
L'insurrezione di Kileler iniziò quando diverse centinaia di contadini cercarono di viaggiare in treno fino a Larissa senza acquistare i biglietti. Quando la loro richiesta fu respinta i contadini si tirarono indietro ma scoppiò uno scontro tra loro e il capostazione, che chiese chiesto l'intervento delle milizie locali che attaccarono i contadini uccidendone due e ferendone molti altri. Quando il treno raggiunse la stazione di Tsoular (l'odierna Melia) non si fermò a raccogliere i contadini, di cui due furono uccisi dai miliziani posti all'interno del treno. Con la diffusione della notizia degli omicidi a Larissa, gli scontri tra la milizia e i manifestanti divennero frequenti.

## Conseguenze
Molti dei contadini furono processati per gli eventi delle proteste, ma nessuno fu condannato.
Con l'eventuale necessità del governo centrale di utilizzare i contadini come reclute e, successivamente, con l'insediamento del 1922 dei profughi dell'Asia Minore in Grecia, si arrivò all'attuazione di una legge del 1917 sulla redistribuzione delle terre.